# Jigodin Băi

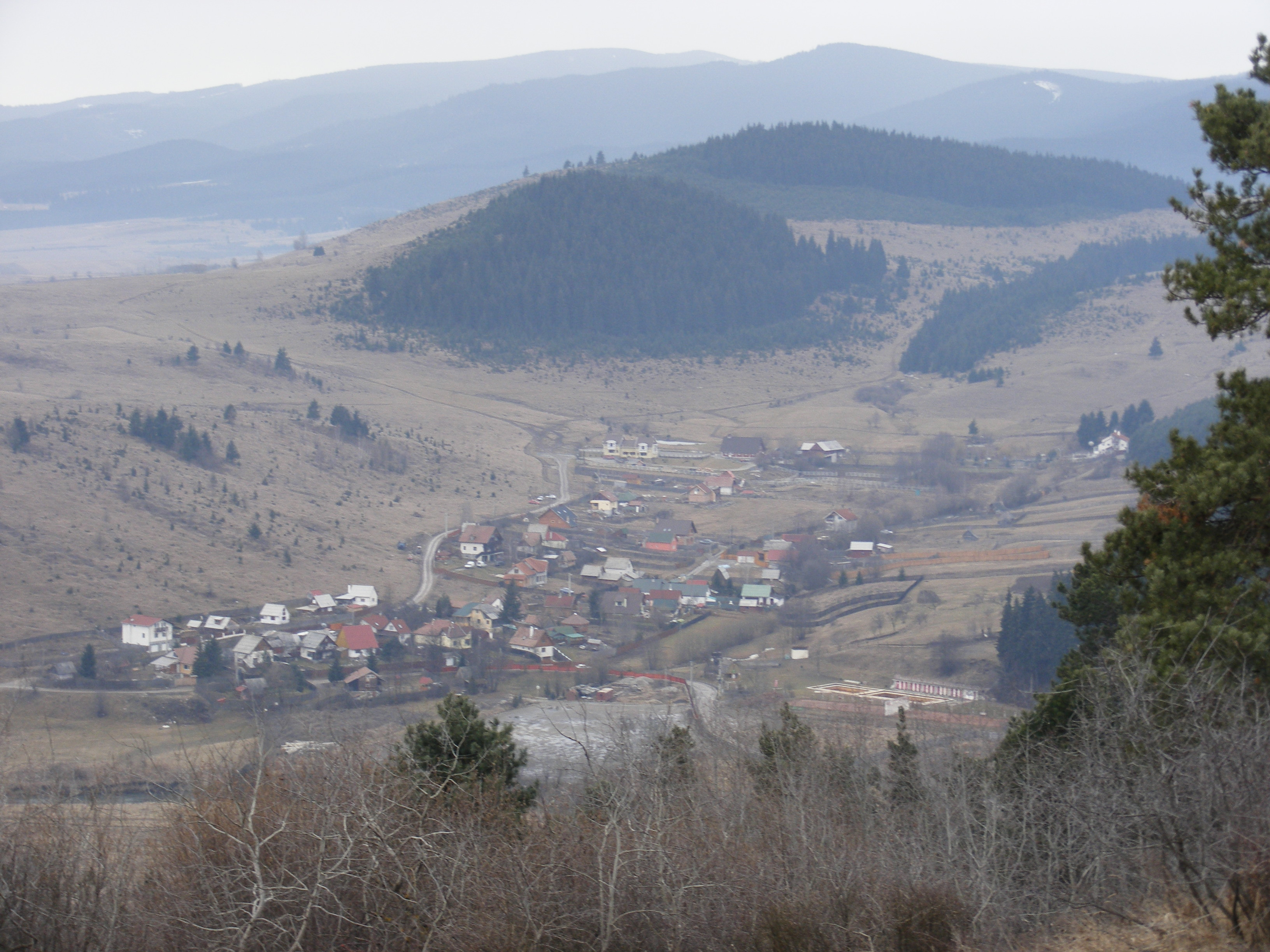
Jigodin Băi

Jigodin Băi (Hongaars: Zsögödfürdő) is een dorp in Miercurea Ciuc, district Harghita, Transsylvanië, Roemenië. Het dorp bestaat grotendeels uit een resort en sluit aan op het hoofddorp Jigodin.